# Milena Milašević
Milena Milašević, cyr. Милена Милашевић (ur. 11 lutego 1984 w Cetynii) – czarnogórska lekkoatletka specjalizująca się w skoku w dal oraz sprintach, wielokrotna mistrzyni kraju w różnych konkurencjach.
W 2008 reprezentowała swój kraj podczas igrzysk olimpijskich w Pekinie – w biegu na 100 metrów odpadła już w pierwszej rundzie. Jej czas – 12,65 – był 66. wynikiem. Rok wcześniej – w 2007 – także bez sukcesów startowała w mistrzostwach świata.
Reprezentantka kraju (w różnych konkurencjach) w pucharze Europy oraz drużynowych mistrzostwach Europy.

## Rekordy życiowe
- skok w dal – 6,23 (2008) rekord Czarnogóry
- trójskok – 12,33 (2009) rekord Czarnogóry
- siedmiobój lekkoatletyczny – 4848h (2006) rekord Czarnogóry
- bieg na 100 metrów – 12,24 (2007) rekord Czarnogóry
- bieg na 100 metrów przez płotki – 15,51 (2009)
- bieg na 60 metrów (hala) – 7,84 (2009) rekord Czarnogóry
- skok w dal (hala) – 5,99 (2008) rekord Czarnogóry

Milašević jest także rekordzistką kraju w sztafecie 4 × 100 metrów (49,74 2009).